# About You Now (EP)
About You Now (en español: Acerca de ti ahora) es el EP debut de la actriz y cantante estadounidense Miranda Cosgrove lanzado por Columbia Records y Nickelodeon Records para iTunes el 3 de febrero del 2009.
El EP fue lanzado como una herramienta de promoción y no debía ser tomada como su debut musical oficial. Se utilizó el extended play de Cosgrove para promocionar el sencillo del mismo nombre, publicado en el último trimestre de 2008. Además de con remezclas de sencillos promocionales anteriores de Cosgrove del álbum también contó con dos pistas, "FYI" y "Party Girl". Se trata de una portada del sencillo Sugababes golpeado del mismo nombre. Es, sin embargo, ayudar a impulsar las ventas del sencillo, "About You Now". El sencillo se convirtió en la segunda canción de la tabla en Cosgrove de la cartelera Hot 100 lista de sencillos, alcanzando el número #47, su pico más alto hasta la fecha. El sencillo también se convirtió en su primer sencillo para trazar internacional, alcanzando el número 79 en el Reino Unido.
Cosgrove promovió el sencillo y el álbum de acompañamiento principalmente a través de entrevistas y actuaciones. Cosgrove realizó "About You Now" en el desfile del día de Acción de Gracias de Macy's de 2009. El sencillo también se realizó en The Today Show, junto con algunas de las canciones de Cosgrove de su álbum de estudio, Sparks Fly. Las otras canciones fueron el primer sencillo, "Kissin' U", así como el segundo tema del disco, "BAM".

## Antecedentes y desarrollo
La carrera musical de Cosgrove comenzó con la grabación de la canción principal de la serie de televisión de Nickelodeon iCarly llamada "Leave It All to Me", en la que Cosgrove interpreta al personaje del título de la serie. La canción cuenta con la participación de su excompañero de reparto en Drake & Josh Drake Bell, y fue escrita por Michael Corcoran, uno de los miembros de la banda de Bell. Tras el éxito de iCarly, Columbia Records publicó un álbum de banda sonora de la serie el 10 de junio de 2008. El álbum de la banda sonora incluía cuatro canciones grabadas por Cosgrove que eran "Leave It All to Me", "Stay My Baby", "About You Now" y "Headphones On". Cosgrove declaró: "Antes de eso, no me veía haciendo un álbum, pero cuando pasé un tiempo en el estudio haciendo el tema y vi lo divertido que era, quise volver."
En julio de 2008, anunció oficialmente planes para un álbum debut, declarando que el álbum era "diferente" de sus contribuciones a la iCarly banda sonora, con su "co-escritura y conseguir realmente en él", y diciendo que "[Estoy] interpretando a un personaje en iCarly, pero esto muestra más de mí misma". El 3 de febrero de 2009, Cosgrove lanzó su primera grabación en solitario; el EP de 5 canciones About You Now en exclusiva en iTunes Store. El EP incluía la canción "About You Now", una remezcla de la misma, una remezcla de "Stay My Baby", "FYI" y "Party Girl".

## Composición
La primera canción del álbum es "About You Now". Musicalmente, la canción es un tema de pop-rock a medio tempo, que sigue una pauta de verso a estribillo. La canción, una versión del exitoso sencillo de Sugababes, habla de una chica que ha superado una pelea que tuvo con su pareja y ahora sabe lo que siente "por él". La canción ha sido un éxito para Cosgrove en Estados Unidos. En la lista Billboard Hot 100, la canción es la que más alto ha llegado hasta la fecha, actualmente en el número 47. "¡About You Now" también apareció en el exitoso álbum recopilatorio Now That's What I Call Music! 30. "FYI" es la segunda canción del álbum. Musicalmente, la canción es un uptempo punk rock tipo de canción, que líricamente habla de los sentimientos románticos de Cosgrove por alguien, y la canción sigue Cosgrove expresando sus sentimientos por él en la letra. "Party Girl", la tercera canción del álbum, tiene un aire más pop que el resto del álbum. Musicalmente, es una canción pop uptempo, que líricamente habla del anhelo de Cosgrove de salir de fiesta y pasar el rato con sus amigos. 
En el extended play también se incluyen dos remezclas. El primero de ellos es la remezcla Spider Remix de "Stay My Baby", una canción recientemente lanzada por Cosgrove de la banda sonora de su serie de televisión iCarly. La canción, originalmente una balada, ahora tiene un ritmo pop y dance. Líricamente, la canción habla de Cosgrove sabiendo que todo irá bien, siempre y cuando él "siga siendo su bebé". El último tema del álbum es el Spider Remix de "About You Now". La nueva versión del álbum ha eliminado la guitarra de la canción y la ha sustituido por un sonido más del tipo electropop.

## Recepción Crítica
Commonsensemedia declaró que "Aunque la carrera como actriz de Cosgrove ha avanzado considerablemente, su canto suena similar a su pasable interpretación vocal en School of Rock. El problema es que eso fue hace seis años, cuando Cosgrove tenía nueve. Como resultado, el patrón synth-pop que impregna gran parte de la música para adolescentes de hoy en día no le sale tan bien a Cosgrove como a otras popstars de chicle con voces un poco más fuertes, como Miley Cyrus y Jordan McCoy. Sin duda, su popularidad televisiva seguirá atrayendo fans a este EP, pero el lanzamiento no pasará a la historia como uno de los mejores de la música juvenil." En su reseña del álbum, The Daily Vault afirmó: "Resulta que Cosgrove está abordando material no para adolescentes, intentando convencer a sus oyentes adultos de que no es tan joven como podría pensarse. Quiere retroceder en el tiempo a un punto anterior de su relación con el sujeto en la canción que da título al disco, ya que "sabe lo que siento por ti ahora". Canta sobre cómo a las chicas "les gusta el rechazo" y cómo ella prefiere "el rock, así es como ruedo" en "FYI". Por último, en el tercer tema original de este EP, habla sin parar de cómo "puedes quitarle el rock al roll pero no puedes quitarle la fiesta a la chica" en "Party Girl". Por último, en "Stay My Baby", especula sobre una relación a distancia cuando "ella está de vuelta en la escuela", lo que deduzco que es la universidad. Así que Cosgrove aborda problemas de adultos mientras canta para un público adolescente".

## Promoción y actuaciones en directo
La canción "About You Now" se interpretó por primera vez en directo durante el Macy's Thanksgiving Day Parade de 2008. La actuación vio a Cosgrove cantando la canción mientras estaba en una carroza. Durante el verano de 2010, Cosgrove se embarcó en una gira promocional de radio, y ha hecho apariciones en conciertos de radio. El 6 de septiembre de 2010, interpretó "Kissin U", "BAM", que fue escrita y producida por Rock Mafia y Darkchild, y "About You Now", que es un cover, coescrito por Cathy Dennis y Dr. Luke, que la produjo, y fue grabada originalmente por Sugababes y publicada como sencillo en su quinto álbum de estudio Change, en Today.
Cosgrove encabezó su propia gira, titulada Dancing Crazy Tour que lleva el nombre del nuevo sencillo de Cosgrove "Dancing Crazy" coescrito por Avril Lavigne, Max Martin y Shellback, quien lo produjo y fue lanzado en el segundo EP de Cosgrove High Maintenance, lanzado el 15 de marzo de 2011. La gira comenzó el 24 de enero de 2011 y terminó el 24 de febrero de 2011. La gira contó con fechas en House of Blues lugares como los ubicados en Houston, TX y Anaheim, CA. También actuó en varios teatros durante la gira, incluyendo lugares en ciudades como Atlanta, GA, Tampa, FL y Orlando FL. Acompañando a Cosgrove en la gira estaba Greyson Chance, que saltó a la fama cuando apareció un vídeo suyo cantando "Paparazzi" de Lady Gaga en el popular sitio web para compartir vídeos YouTube. Chance interpretó varias de sus canciones originales, así como versiones de artistas famosos. La gira fue un éxito económico. El segundo espectáculo de la gira, que tuvo lugar en Minneapolis, vendió alrededor del 54% de sus entradas. Los ingresos brutos totales del espectáculo fueron de 37.256 dólares. El cuarto espectáculo de la gira, que tuvo lugar en Rosemont, Illinois, tuvo mucho más éxito, vendiendo el 90% de las entradas disponibles. La recaudación bruta total del espectáculo fue de 118.435 dólares.
"About You Now" es uno de los temas de la edición japonesa del álbum debut de Cosgrove Sparks Fly. 

## Lista de canciones
| About You Now (EP) |                                |          |  |
| N.º                | Título                         | Duración |  |
| 1.                 | «About You Now»                | 3:11     |  |
| 2.                 | «FYI»                          | 3:01     |  |
| 3.                 | «Party Girl»                   | 3:12     |  |
| 4.                 | «Stay My Baby (Spider remix)»  | 2:59     |  |
| 5.                 | «About You Now (Spider remix)» | 3:24     |  |
| 15:47              |                                |          |  |